# دارکوب کرمی
دارکوب کِرِمی (نام علمی: Celeus flavus) نام یک گونه از سرده دارکوب‌های خوش‌مو است.